# Mwepu Ilunga
Joseph Mwepu Ilunga (Congo Belga, 22 de agosto de 1949 - Kinsasa, 8 de mayo de 2015) fue un futbolista congoleño que jugaba en la demarcación de defensa. Su nombre también se escribe como Alunga Mwepu. 

## Biografía
Ilunga jugaba para su país, en aquel entonces llamado Zaire, durante la Copa Mundial de la FIFA 1974. En este evento se hizo famoso por salir fuera de la barrera de su equipo y dar un puntapié al balón durante un tiro libre de Brasil en el partido del grupo entre las dos naciones (el último partido en el Grupo 2) antes de que el balón estuviese en juego. Fue advertido por esta acción, pero algunos comentaristas pesaron que parecía no haberse dado cuenta de lo que había hecho mal.
Sin embargo, Ilunga afirmó que era muy consciente de las reglas, como era de esperar de un jugador experimentado. Pero que con esta acción pretendía que el árbitro lo echara del terreno de juego. Su acto habría tenido lugar en protesta contra las autoridades de su país, porque se privaba a los jugadores de sus ingresos legítimos, y, sobre todo, por temor ante la amenaza recibida por parte del dictador de Zaire, que no les perimitiría regresar a casa si perdían ante Brasil por 4-0 o más. Zaire llegó a perder ese partido por 3-0. También perdió sus dos primeros partidos a Escocia 2-0 y Yugoslavia 9-0.
Zaire eran entonces la primera selección africana subsahariana en calificarse para las finales de la Copa Mundial. Sin embargo, durante el torneo los jugadores descubrieron que no se les pagaría. La mayoría de los jugadores brasileños y la multitud pensaron que todo había sido un acción graciosa. 

"Yo sólo podía gritar 'malditos!' todos ellos, porque allí nadie sabía la presión que estaba viviendo."

Jugó en el club de fútbol TP Mazembe en su Zaire natal.